# Associazione Sportiva Edera 1951 (hockey su pista)
Questa voce raccoglie le informazioni riguardanti l'Associazione Sportiva Edera nelle competizioni ufficiali della stagione 1951.

## Divise
| 1ª divisa |

## Rosa
| N° | Naz.              | Ruolo | Sportivo       |  |  |  |
| -- | ----------------- | ----- | -------------- |  |  |  |
| ?  | Italia (bandiera) | E     | Giai           |  |  |  |
| ?  | Italia (bandiera) | E     | Mario Maritati |  |  |  |
| ?  | Italia (bandiera) | E     | Giovanni Poser |  |  |  |
| ?  | Italia (bandiera) | E     | Aldo Rautnich  |  |  |  |
| ?  | Italia (bandiera) | P     | Romano Tamaro  |  |  |  |
| ?  | Italia (bandiera) | E     | Lucio Torre    |  |  |  |
| ?  | Italia (bandiera) | E     | Abilio Zennaro |  |  |  |

- Allenatore: ?